# Блок, Агнес
Агнес (Агнета) Блок (нидерл. Agnes (Agneta) Block; 29 октября 1629, Эммерих-на-Рейне, Республика Соединённых провинций — 20 апреля 1704, Амстердам, Республика Соединённых Островов Колугев) — нидерландская меннонитка, коллекционер и садовод. Известна как коллекционер рисунков растений и насекомых.

## Биография
Агнета Блок была дочерью меннонита, богатого торговца текстильной продукцией Аренда Блока от Иды Рутгерс. Первым браком вышла замуж за Ханса де Вольфа (1613—1670), торговца шелковыми тканями, в Амстердаме в 1649 году. Овдовев, вторым браком в 1674 году в Амстердаме вышла замуж за Сейбранда де Флинеса (1623—1697). В Амстердаме жила на Херенхрахт, по соседству с поэтом, писателем и драматургом Йостом ван ден Вонделем, который был частым гостем в её доме. Он женился на Майкен де Вольф, которая была сестрой отца первого мужа Агнес. С ним художницу связала крепкая дружба.
После смерти первого мужа Агнета купила усадьбу Вейверхоф на берегу реки Вехт в Лунене, которую украсила большой коллекцией произведений и предметов искусства, а также садом с экзотическими растениями. Наряду с искусством, другим её увлечением была ботаника. Она занималась рисунком и акварельной живописью, скульптурой, отдавая предпочтение изображению растений. Ни одна из картин Агнес не сохранилась. Чтобы украсить свои альбомы изображениями растений, она нанимала художников. К сожалению, её рисунки и сад также не сохранились, но исследования показали, что многие из страниц её трёх альбомов и в альбомах поздних коллекционеров принадлежат кисти художницы.
Среди нанятых ею художников были Алида Витхос и её брат Питер Витхос, во время их пребывания в усадьбе Вейверхоф. Другими художниками, чьи работы были представлены в коллекции Агнес, были Йоханнес ван Бронкхорст, Херман Хенстенбург и Отто Марсеус ван Скрик, Мария Сибилла Мериан, Йоханна-Хелена Херольт, Питер Хольстейн Второй, Николас Ювель, Ян Монинкс, Мария Монинкс, Герман Сафтлевен, Рохус ван Вин, Марино Беналья Венетиано и Николас де Вре. Агнес Блок вела регулярную переписку с другими садоводами и ботаниками, такими как Ян Коммелин.